# Угроруська народна рада
Угроруська народна рада (Рада рутенів Мадярії, Рада угроруського народу) — мадяронська політична організація, яка користувалася підтримкою змадяризованої частини русинської інтелігенції, священиків та угорського населення Закарпаття.

## Утворення
Угроруська народна рада (Рада рутенів Мадярії) була утворена 9 листопада 1918 року в Ужгороді мадяронами з ініцативи єпископа Мукачівської греко-католицької єпархії Антонія Паппа. Очільником ради було обрано Симеона Сабова, секретарем обрано Авґустина Волошина. До складу ради входили відомі мадярони: Йосип Камінський, Петро Гебей, Симеон Сабов та инші.
Угроруська народна рада прийняла «Меморандум», в якому заявила, що угроруський народ приєднується до своєї батьківщини-Угорщини й виступає за недоторканість її території. 21 грудня 1918 року Угорський парламент прийняв
«Народний Закон про Автономію Руської Нації в Мадярщині», згідно з яким мала бути утворена автономна правно-політична територія під назвою «Руська Країна». При угорському уряді було утворена посада міністра для справ Руського Краю, яку обійняв Августин Штефан. Закон про автономію мав декларативний характер, оскільки у ньому не було закладено механізмів упровадження автономії, територія Руської Країни не отримала чіткого територіального визначення. Хоча уряд Міхая Карої схвалив закон про автономію Руського Краю, до якого входили комітати: Мараморош, Угоча, Берег, Унґ, але водночас розширив регіони проживання угорців та звузив територію проживання русинів. Так міста: Ужгород, Мукачеве, Берегове, Марамороський Сигіт, Севлюш, а також Свалява та Солотвин, округи: Берегівський, Севлюський та Тячівський, згідно з законом, вилучалися з автономної Руської Країни. Незважаючи на деклеративність закону та несприйняття його широкою громадськістю Закарпаття, Угроруська народна рада підтримала як закон так і дії угорського уряду.